# Fundacja Editions Spotkania
Fundacja Editions Spotkania  została założona z inicjatywy Piotra Jeglińskiego – działacza opozycji demokratycznej czasów PRL, wydawcy i publicysty.

## Geneza
Piotr Jegliński po wyjeździe do Paryża założył w 1978 roku wydawnictwo „Editions Spotkania” celem publikacji zakazanych w PRL-u książek tematyką obejmujących: polską poezję, sztukę i historię (np. informacje o zbrodni katyńskiej, czy książkę Władysława Bartoszewskiego Syndykat zbrodni (ISBN 978-83-7965-128-3). Przez wiele lat wspomagał polską demokrację i przemiany społeczne. Po powrocie do kraju został odznaczony Krzyżem Oficerskim Orderu Odrodzenia Polski za wybitne zasługi na rzecz przemian demokratycznych w Polsce. W 2015 r. założył Fundację Editions Spotkania, której celem jest między innymi krzewienie postaw patriotycznych oraz promocja polskiej kultury poza granicami kraju.

## Cele formalne i struktura

### Cele statutowe Fundacji[2]
- promowanie i rozwój kultury i sztuki,
- rozwój świadomości narodowej, obywatelskiej i kulturowej,
- upowszechnianie polskiej kultury i kreowanie obrazu Polski jako kraju otwartego na inne kultury,
- wspieranie wszystkich dziedzin sztuki i wszelkiej działalności kulturalnej,
- inicjowanie przedsięwzięć służących rozwojowi kultury,
- wspieranie edukacji artystycznej i kulturalnej,
- rozwijanie międzynarodowej współpracy kulturalnej, promowanie idei wielokulturowości i integracji europejskiej.

### Zarząd i Rada Fundacji[3]
Zarząd:
- Maciej Budzinski – członek zarządu
- Paweł Bujalski – członek zarządu

Rada Fundacji:
- Marguerite le Hodey-Rey
- Wojciech Butkiewicz
- Juliusz Chrościcki

## Działalność fundacji
Fundacja Editions Spotkania, tak jak i wydawnictwo Editions Spotkania, swoją działalnością upamiętnia wybitnych Polaków, również wydobywa z niepamięci zapomnianych przez historię, a mających należne sobie miejsce w panteonie wielkich Polaków. Są to m.in. Karol Kurpiński czy poeta Józef Łobodowski.
Fundacja organizuje:
- wydarzenia kulturalne, których celem jest promocja polskiej kultury w kraju i za granicą:
  - Galę Narodową[6][7] – wieloletni projekt, którego celem jest kultywowanie polskiej kultury i sztuki.
  - koncerty:
    - koncert i premierowe wykonanie partytury K. Kurpińskiego w Belgii[8].

  - wystawy:
    - "Małe formy malarskie" Ignacego Bulli[9]
- reedycje polskiej literatury emigracyjnej,
- konferencje[10] i debaty na tematy społeczno-gospodarczo-polityczne o sytuacji Polski w Europie i w świecie.